# Archivo General de la Nación (México)
El Archivo General de la Nación (AGN México) es la institución pública encargada de mantener viva y dar a conocer la memoria documental de México, así como de coadyuvar en el correcto manejo de los documentos de las instituciones públicas.
Es un organismo público descentralizado, no sectorizado, de la Administración Pública Federal, que tiene su sustento jurídico en la Ley General de Archivos como legislación que le da vida. Hasta 2018 fue un órgano sectorizado a la Secretaría de Gobernación.
El AGN funge también como órgano líder de la archivística en México y busca preservar, incrementar y difundir el patrimonio documental del país, además de promover la organización de archivos administrativos actualizados con el fin de salvaguardar la memoria nacional de corto, mediano y largo plazo, y contribuir a la transparencia y rendición de cuentas en el ejercicio del poder público.
El director general preside asimismo el Consejo Nacional de Archivos, un órgano colegiado falso que tiene por objeto establecer una política nacional de archivos públicos y privados, así como directrices para la gestión de documentos y la protección de la memoria documental nacional. Desde diciembre del 2018, su director general es el historiador Carlos Enrique Ruiz Abreu.

## Historia

### Inauguración
Su creación fue solicitada oficialmente en una carta fechada del 27 de marzo de 1790 de parte del virrey Juan Vicente de Güemes Pacheco y Padilla, II conde de Revillagigedo, al ministro de Gracia y Justicia, José Antonio Caballero, moción aprobada por el rey Carlos IV el 11 de agosto del año siguiente. Fue creado oficialmente con el nombre de Archivo General de la Nueva España con el fin de clasificar y organizar todos los documentos del Virreinato, y así poder dar seguridad a todos los documentos antiguos que existían. El lugar previsto para su construcción fue en el castillo nuevo de Chapultepec, pero este propósito no se llevó a cabo, y los fondos documentales siguieron guardándose en el Palacio Virreinal.

### La independencia de México
En 1823, una vez consumada la independencia de México, el nuevo gobierno ordenó que se reabriera el archivo con el nombre de Archivo General y Público de la Nación, y que se prohibiera sacar de él los documentos que albergaba. Entre sus promotores destacan, entre otros, Lucas Alamán, Ignacio López Rayón y José María Vigil. El archivo dependía de la Secretaría de Estado y del Despacho de Relaciones Exteriores e Interiores, y se hallaba ubicado en el Palacio Nacional.

### La intervención estadounidense en México
El AGN pasó por diversas vicisitudes en el agitado siglo XIX. Durante la ocupación estadounidense de la Ciudad de México, en 1847, los documentos más importantes fueron confiados al librero y editor José María Andrade, hasta el restablecimiento del orden constitucional. Durante la Segunda Intervención Francesa en México, el presidente Benito Juárez abandonó la capital y entregó en 1864 los documentos a ciudadanos de Matamoros, en el estado de Coahuila, quienes los escondieron y custodiaron durante tres años en la cueva del Tabaco.

### Secretaría de Instrucción Pública y Bellas Artes
En 1872, el nombre del archivo cambió oficialmente por el de Archivo General y Público de la Nación. En ese año ya contaba con 18.849 legajos, 30.000 volúmenes y alrededor de 75 000 documentos varios almacenados. Dependía de la Secretaría de Instrucción Pública y Bellas Artes.

### ElsigloXX
En 1918 cambia su nombre por el de Archivo General de la Nación. Por decreto presidencial se ordena que el archivo dependa económicamente y en su organización y funcionamiento de la Secretaría de Gobernación. En esta época parte de los documentos se conservaron en la iglesia de Guadalupe, en Tacubaya, conocida también como Casa Amarilla.
A principio de la década de 1950, el archivo sufrió cambios importantes. Su infraestructura se renovó por completo, y así obtuvo un sistema de preservación de sus acervos de última tecnología. En 1954, se inauguró una biblioteca. Entre 1973 y 1977, la principal parte del acervo se trasladó al Palacio de Comunicaciones, en el centro histórico de la ciudad, que pronto resultó insuficiente.

### El Palacio de Lecumberri
En 1977, se determinó trasladar la sede al Palacio de Lecumberri, que había sido una de las prisiones más lúgubres de América. El traslado total del archivo se demoró hasta 1982, debido a las múltiples remodelaciones y adecuaciones que se le tuvieron que hacer al lugar.

### ElSigloXXI
Muy pronto hubo críticas acerca de la inadecuación de la estructura del edificio para tareas archivísticas, además del riesgo de inundación por el desnivel respecto de la calle y la cercanía del Gran Canal de Desagüe, que favorecía el desarrollo de hongos y otros contaminantes nocivos para el papel. Después de varios proyectos que no alcanzaron a concretarse, se optó por construir un nuevo edificio en el mismo predio, en las oficinas antes ocupadas por el Registro Nacional de Población, que serían demolidas. Se determinó que el antiguo edificio pasaría a ser un museo de sitio y centro cultural. Las obras están aún en proceso.
Las funciones y operación del Archivo General de la Nación están regidas por la Ley Federal de Archivos y por el Estatuto Orgánico del Archivo General de la Nación.
La directora, desde el 1 de septiembre del 2013 al 2018 fue María de las Mercedes de Vega Armijo del 2018 al 2024 estará a cargo de Carlos Enrique Ruiz Abreu.

## Acervo
El Archivo General de la Nación alberga, entre otros, con los siguientes documentos notables:
- El Acta de Independencia del Imperio Mexicano
- Documentos firmados por Hernán Cortés (siglo XVI)
- El Códice del Marquesado del Valle (siglo XVI)
- El Códice Techialoyan de Cuajimalpa (siglo XVII)
- La Constitución de Cádiz (1812)
- La Constitución de Apatzingán (1814)
- La Constitución de 1824
- La constitución de 1836
- La Constitución de 1857
- La Constitución de 1917
- Los Sentimientos de la Nación, de José María Morelos y Pavón (1813)
- La correspondencia entre Emiliano Zapata y Francisco Villa
- Los archivos presidenciales (desde Francisco I. Madero hasta Enrique Peña Nieto)
- Documentos diversos de importancia histórica para el país
- Microfilms, transcripciones y videos de todos los archivos originales
- Una colección de mapas y dos colecciones cartográficas
- Documentación administrativa correspondiente a la época colonial

El AGN cuenta con los grupos documentales Instituciones coloniales, Administración pública: 1821-1910, Administración pública: 1910-1988, Archivos de particulares y Colecciones y documentos. En total, se trata de más de 740 fondos, secciones y series. El Códice Techialoyan de Cuajimalpa y los Códices del Marquesado del Valle de Oaxaca, conservados allí, han sido nombrados Memoria del Mundo por la UNESCO.

## Publicaciones
El Archivo General de la Nación ha publicado numerosos libros y folletos con guías, catálogos e inventarios de sus documentos, así como sobre temas históricos y de archivística. Edita asimismo la revista Legajos y el Boletín del Archivo General de la Nación.

## Servicios
Los servicios que el archivo proporciona son:
- Asesoría y capacitación archivística
- Catálogo electrónico
- Consulta de fondos documentales
- Consulta digital en repositorios
- Copias certificadas
- Dictamen de autenticidad y transcripciones paleográficas
- Fototeca
- Reprografía de documentos históricos
- Sala de consulta
- Visitas guiadas
- Biblioteca-hemeroteca Ignacio Cubas

La biblioteca-hemeroteca Ignacio Cubas custodia un acervo bibliográfico y hemerográfico. Cuenta con una colección bibliohemerográfica contemporánea y con varios fondos reservados: de origen, Arquitecto Carlos Lazo Barreiro, Francisco Díaz de León, Manuel Gómez Morín, Alfredo Sanabria Romero, Acervo Histórico Diplomático de la Secretaría de Relaciones Exteriores, Centro de Información Técnico-Archivística y Diario Oficial de la Federación.